# لی بیونگ هون
لی بیونگ هون (به هانگول: 이병훈) (به انگلیسی: Lee Byung-hoon) (زادهٔ ۱۴ اکتبر ۱۹۴۴) کارگردان و تهیه‌کننده تلویزیون اهل کره جنوبی است. وی به خاطر کارگردانی مجموعه‌های تلویزیونی تاریخی مانند ۵۰۰ سال سلسله چوسان، هو جون و جواهری در قصر شناخته شده است. اکثر کارهای شاخص این کارگردان و تهیه‌کننده کره‌ای از صدا و سیمای جمهوری اسلامی ایران پخش شده است.

## سابقه کاری
لی بیونگ هون کار خود را در سال ۱۹۷۰ در شبکه ام‌بی‌سی آغاز و در سال ۱۹۷۴ اولین سریال خود را تولید نمود.
در سال ۱۹۸۳ وی به همراه نویسنده شین بونگ سون سریال تاریخی ۵۰۰ سال سلسلۀ چوسان را تولید نمود. ساخت این سریال ۸ سال به طول انجامید و با میانگین بیننده ۵۱٫۶٪ از سریال‌های پربیننده کشور کره جنوبی شد.
در سال ۱۹۹۹ با سریال هو جون انقلابی در سریال‌های تاریخی کره‌ای به پا کرد. این سریال اولین سریال تاریخی در کره جنوبی بود که به جای پرداختن به زندگی شاهان و اشراف‌زادگان به زندگی یک شخص عادی می‌پرداخت. در این سریال جان کوانگ ریول نقش هو جون پزشک سلطنتی کره و نویسنده کتاب دونگی بوگام یکی کتاب‌های اصلی در طب سنتی کره را بازی کرد. این سریال توانست رکورد بیننده را با ۶۴٪ بشکند. این سریال چهارمین سریال پربیننده در تاریخ تلویزیون کره جنوبی است.
وی در سال ۲۰۰۱ سریال تاجر پوسان را بر پایۀ رمانی از چویی این هو و دربارهٔ تاجر افسانه‌ای ایم سانگ اوک ساخت. بعد از این سریال روزنامه نگارن با تمجید از وی، وی را شخصی معرفی کردند که توانست بینندگان جوانتر را نیز به پای تماشای سریال‌های تاریخی بیاورد. پیش از سریال معمولاً افراد مسن تر به تماشای سریال‌های تاریخی می‌نشستند.
لی بیونگ هون را سال ۲۰۰۳ سریال جواهری در قصر یا یانگوم بزرگ را کارگردانی نمود. این سریال موفقیت بزرگی بود و توانست میانگین درصد بیننده ۵۷٫۸٪ را کسب کند. این سریال دهمین سریال پربیننده در تاریخ تلویزیون کره جنوبی است. این سریال با بودجه ۱۵ میلیون دلار تولید و در ۹۱ کشور جهان به روی آنتن رفت. این سریال به یکی از ستون‌های موج کره‌ای تبدیل شد. ۱۰۳٫۴ میلیون دلار درآمد، تبدیل لی یونگ ئه به یک سوپراستار در کشور چین و تبدیل وی به یکی از نمادهای فرهنگی کره از دستاوردهای مهم این سریال بود.
لی بیونگ هون کارگردانی سریال‌های تاریخی را با سریال افسانۀ سودانگ در سال ۲۰۰۵ ادامه داد. این سریال تنها سریال تاریخی وی بود که از شبکه‌ای غیر از ام‌بی‌سی پخش می‌شد. این کار از شبکه اس‌بی‌اس پخش شد. وی به ترتیب در سال‌های ۲۰۰۷، ۲۰۱۰ و ۲۰۱۲ سریال‌های ایسان، دونگ‌یی و دکتر اسب را کارگردانی نمود.

## مجموعه‌های تلویزیونی

### به عنوان کارگردان
- افسانۀ اوک‌نیو (ام‌بی‌سی، ۲۰۱۶)
- دکتر اسب (ام‌بی‌سی، ۲۰۱۲–۲۰۱۳)
- افسانۀ دونگ‌یی (ام‌بی‌سی، ۲۰۱۰)
- ایسان (ام‌بی‌سی، ۲۰۰۷)
- افسانۀ سودانگ (اس‌بی‌اس، ۲۰۰۵–۲۰۰۶)
- جواهری در قصر (ام‌بی‌سی، ۲۰۰۳–۲۰۰۴)
- تاجر پوسان (ام‌بی‌سی، ۲۰۰۱–۲۰۰۲)
- هو جون (ام‌بی‌سی، ۱۹۹۹–۲۰۰۰)
- سومین مرد (ام‌بی‌سی، ۱۹۹۷)
- مادر دریا (ام‌بی‌سی، ۱۹۹۳)
- ۵۰۰ سال سلسلۀ چوسان (ام‌بی‌سی، ۱۹۸۳–۱۹۹۰)

### به عنوان تهیه‌کننده
- جادۀ سلطنتی (ام‌بی‌سی، ۱۹۹۸)
- حسادت (ام‌بی‌سی، ۱۹۹۲)

## کتاب
- امپراتوری رؤیاها: تاریخچهٔ سریال‌های لی بیونگ هون (۲۰۰۹)

## جوایز
- ۲۰۱۰، سومین جشنوارۀ سریال‌های کره‌ای: دستاورد هنری برای افسانۀ دونگ‌یی
- ۲۰۰۸، چهل و چهارمین جشن هنر پک سانگ: بهترین کارگردانی برای ایسان
- ۲۰۰۴، چهلمین جشن هنر پک سانگ: بهترین کارگردانی برای جواهری در قصر
- ۲۰۰۲، جایزه انجمن پخش کنندگان تلویزیون: برای تاجر پوسان
- ۲۰۰۰، جایزه انجمن تهیه‌کنندگان و کارگردانان: بهترین تهیه‌کننده برای هو جون
- ۲۰۰۰، جایزه انجمن پخش کنندگان تلویزیون: جایزه ویژه برای هو جون
- ۲۰۱۰، سومین جشنواره بین‌المللی بازار فیلم اداره کل تأمین و رسانه بین‌الملل: افسانۀ دونگ‌یی
- ۲۰۰۴، چهلمین جشنواره بین‌المللی بازار فیلم اداره کل تأمین و رسانه بین‌الملل: بهترین کارگردانی برای جواهری در قصر